# Mario Party: Star Rush
Mario Party: Star Rush est un jeu vidéo de type party game développé par Nd Cube et édité par Nintendo, sorti le 7 octobre 2016 en Europe sur Nintendo 3DS.
Le jeu est officiellement annoncé le 14 juin 2016 lors de l'édition 2016 de l'E3. Il fait suite à Mario Party: Island Tour et sa sortie s'accompagne d'une nouvelle série inédite d'amiibo,.
Lors du Nintendo Direct du 1er septembre 2016, on apprend que Mario Party: Star Rush est compatible avec toute la gamme d'amiibo Super Mario. Également, pour les joueurs ne possédant pas le jeu et voulant jouer en multijoueur, un logiciel gratuit est disponible en même temps que le jeu : Mario Party: Star Rush - Party Guest pour avoir une expérience de jeu multijoueur complète.

## Personnages
Il y a 12 personnages jouables, dont 1 pour la première fois dans un Mario Party :
- Mario
- Luigi
- Peach
- Daisy
- Toad
- Yoshi
- Wario
- Waluigi
- Harmonie
- Toadette
- Donkey Kong
- Diddy Kong

## Système de jeu
Le système de jeu se différencie des précédents opus dans le sens où les parties ne se jouent pas en tour par tour, mais tous les participants se déplacent en même temps sur le plateau de jeu,. Il n'y a plus systématiquement de mini-jeux à la fin de chaque tour. Ceux-ci sont cantonnés à certains cas spécifiques. Des boss sont également présents et chaque joueur peut recruter divers personnages issus de l'univers de Mario.
Il existe 7 modes différents : 
- Tumulte de Toad : les joueurs sont des Toads et se déplacent simultanément sur le plateau. Le but étant d'avoir le plus d'étoiles à la fin de la partie en les gagnant dans des combats contre les boss ou en les échangeant contre 10 pièces à la fin de la partie. Les joueurs peuvent aussi recruter divers alliés de l'univers Mario[9].
- Numismathlon : dans ce mode, la seule façon d'avancer est de gagner des pièces dans des mini-jeux. Le premier à avoir fait 3, 5 ou 7 tours de plateau remporte la partie. Les joueurs peuvent actionner des objets pour aller plus vite ou pour pénaliser un adversaire.
- Fête des Ballons : le but est d'avoir le plus d'étoiles à la fin de la partie, les joueurs peuvent les remporter dans des ballons étoiles contre 10 pièces. Ils peuvent aussi remporter des pièces dans des ballons pièces.
- Mario-Gammon : chaque joueur choisit 3 pions et tente de les faire passer de l'autre côté du plateau tout en prenant garde aux différentes cases qui peuvent faire avancer un pion ou le reculer.
- Récital en rythme : après avoir choisi entre 4 mélodies de l'univers Mario, les joueurs choisissent un instrument et doivent recréer la mélodie choisie, tous ensemble et en rythme.
- Tour du défi : le joueur doit monter tous les étages de la tour en prenant garde aux Amps invisibles, prêts à le faire tomber au moindre mauvais mouvement. La plus haute tour (expert) culmine à 500 étages.
- Boulier de Boo : deux joueurs s'affrontent dans un casse-tête. Quand un joueur arrive à faire un combo de 3 chiffres ou plus, ces chiffres tombent dans la grille de l'adversaire. Il existe un mode infini où l'on affronte Boo.